# L'Express (Maurice)
 (février 2025).
Si vous disposez d'ouvrages ou d'articles de référence ou si vous connaissez des sites web de qualité traitant du thème abordé ici, merci de compléter l'article en donnant les références utiles à sa vérifiabilité et en les liant à la section « Notes et références ».
Pour les articles homonymes, voir L'Express (homonymie).
L'Express est un journal quotidien en français (mais incluant des articles en anglais), publié à Maurice depuis 1963.
Appartenant au groupe de presse La Sentinelle, il s'agit d'un quotidien du matin, publié sept jours sur sept.

## Histoire
Le quotidien subi de profonds changements à partir de 1995, date à laquelle est nommée une nouvelle direction, tandis que l'équipe rédactionnelle était partiellement remaniée. Un certain rajeunissement de la maquette de l'édition imprimée, la création des suppléments du week-end puis la publication sur le Web d'une version régulièrement renouvelée ont profondément modifié la physionomie du journal, dont la diffusion ne dépassait pas les 18 000 exemplaires avant la mutation de 1995. 

## Directions
- Jean Claude de l'Estrac jusqu'en mars 2010
- Denis Ithier : depuis 2010.

## Diffusion
Sa diffusion moyenne est estimée à environ 30 000 exemplaires en semaine et environ 35 000 exemplaires le week-end, où sont publiés des suppléments « Express Samedi » et « Express Dimanche ».